# Hangmatmot
De hangmatmot (Lyonetia clerkella) is een vlinder uit de familie van de sneeuwmotten (Lyonetiidae). De wetenschappelijke naam is gepubliceerd in 1758 door Linnaeus in de tiende editie van Systema naturae.

## Kenmerken
De spanwijdte is 7-9 mm. De voorvleugels zijn glanzend wit, soms gedeeltelijk of geheel doortrokken met bruinachtig grijs; een bruine of donkerder bruingrijze vlek in de schijf aan de achterkant; een gebogen dwarslijn daarachter, en drie strepen langs de voorrand die verbonden zijn met een bruine of donkerder bruingrijze vlek bij de vleugelpunt; een ronde zwarte stip aan de vleugelpunt; een uitstekende zwartachtige haak in de vleugelzoom. De achtervleugels zijn donkergrijs. De larve is lichtgroen.

## Waardplanten
De larven voeden zich met verschillende fruitbomen, waaronder Betulaceae- en Rosaceae-soorten.

## Ontwikkeling
De embryonale ontwikkeling van het ei duurt 15 dagen. De uitwerpselen van de rups zijn duidelijk te zien als een zwarte middenlijn. Een heldere luchtbel aan het einde van de mijn geeft aan dat de doorgang al verlaten is. De larve heeft ongeveer 20 tot 25 dagen nodig om te groeien. Dan verlaat ze de mijn en spint zichzelf op als een pop. De poppen spinnen zichzelf in een cocon die aan dunne takken of bladeren hangt. De ontwikkeling van de pop duurt 15 dagen. Volwassen dieren zijn meer nachtdieren en leven ongeveer 7 tot 10 dagen. Het vrouwtje legt haar eieren aan de onderkant van de bladeren met een legboor direct in het bladparenchym. Er zijn ongeveer drie tot vier generaties per jaar. De laatste generatie motten overwintert in spleten in boomschors of op andere schuilplaatsen aan bomen of in het bos.
Volwassenen zijn op de vleugels in juni, augustus en van oktober tot april in de Benelux. Er zijn twee of meer generaties per jaar.

## Verspreiding
Deze soort mot is verspreid over Europa, in het noordwesten van Siberië, het Verre Oosten, Noord-Afrika, het Midden-Oosten, Turkije, India en Japan. Ook Madagaskar, Korea, Rusland, Zuidelijke Kaukasus, Kazachstan en Centraal-Azië.